# Jungfraujoch
Jungfraujoch es un puerto de montaña entre el Mönch y el Jungfrau en los Alpes berneses en el límite entre los cantones de Berna y Valais, dentro del área protegida Jungfrau-Aletsch declarada Patrimonio de la Humanidad por la Unesco.
Estrictamente, el Jungfraujoch es el punto más bajo del collado entre el Mönch y el Jungfrau, a 3.471 m s. n. m. Justo por encima de esta ubicación está la estación de Jungfraujoch del tren del Jungfrau, que con una altitud 3.454 m s. n. m. es la estación de ferrocarril más alta de Europa. El Jungfraujoch es a menudo llamado la "Cumbre de Europa" en la literatura turística.  
No muy lejos hacia el este del puerto se alza un pico llamado la Sphinx ("Esfinge"), que llega a una altitud de 3.571 m s. n. m. Comienza a partir del Jungfraujoch en el lado del Valais y el gran glaciar Aletsch. Hay un ascensor hasta la cumbre de la Sphinx, donde hay una plataforma desde donde se puede contemplar el paisaje y se encuentra un observatorio científico, el Observatorio Sphinx.
El Jungfraujoch es también la sede de una de las estaciones de investigación atmosférica del Global Atmosphere Watch. Al Jungfraujoch solo se puede llegar a través de un túnel del tren cremallera de 7,3 km de largo, denominado tren del Jungfrau, que es la más alta de las compañías ferroviarias que colaboran entre sí para proporcionar acceso al Jungfraujoch desde Interlaken.

## Primer cruce

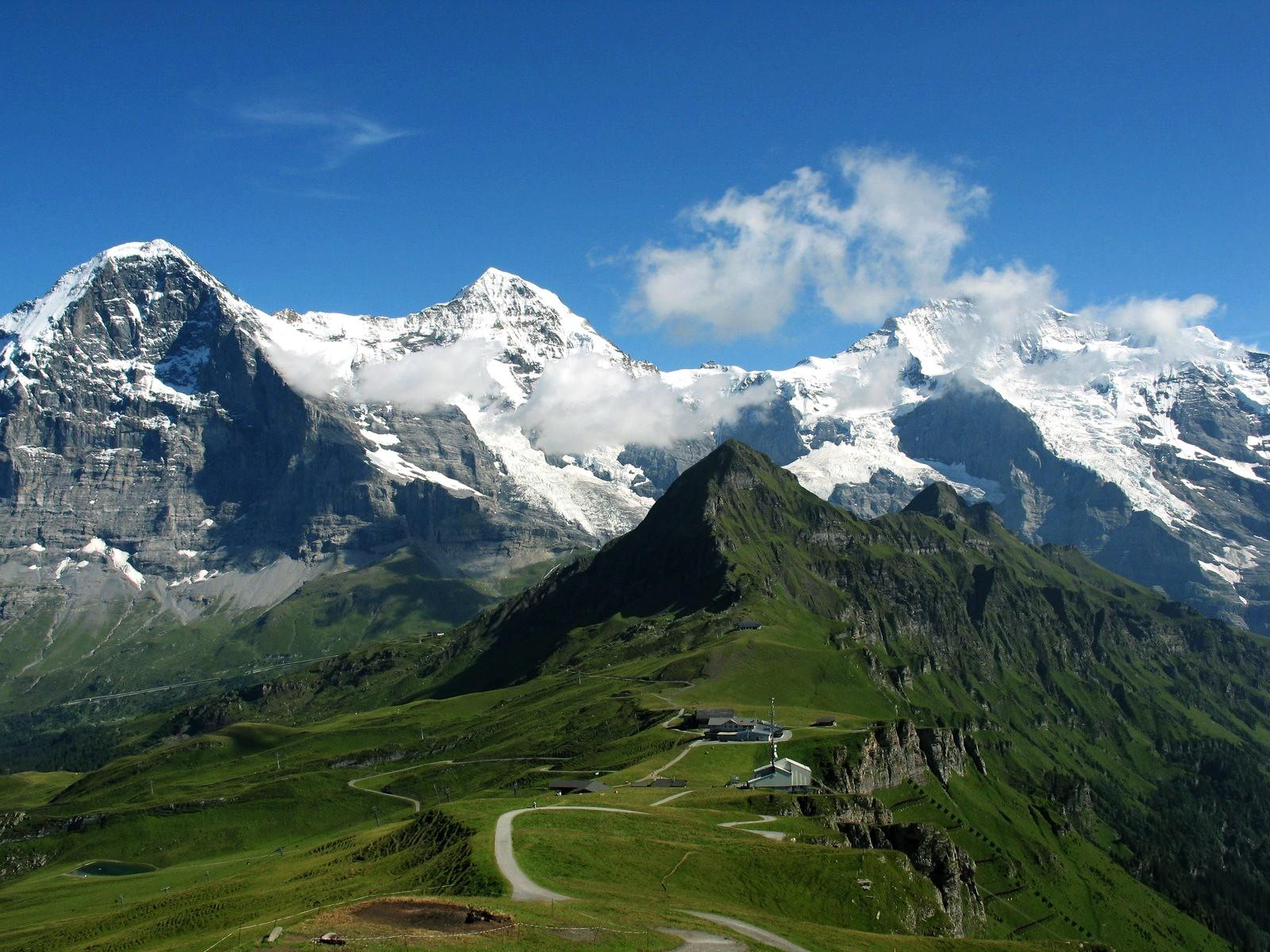
Vista del Eiger, Mönch, Jungfraujoch (centro-derecha) y Jungfrau.

Hay una tradición en el Oberland bernés, apoyada por alguna evidencia documental, de que, antes del gran incremento de los glaciares, que parece haber ocurrido durante los últimos cuatro o cinco siglos, existía un paso practicable entre Grindelwald y Fiesch en el Valais. En época moderna el antiguo paso ha sido discutido, y su posición precisa es un asunto incierto. Puesto que un hotel en el Eggishorn ha sido frecuentado por montañeros ingleses, la practicabilidad de atravesar la gran cresta que encierra la cabeza del glaciar Aletsch, y de esa manera conecta el Eggishorn con Grindelwald y la Wengernalp, se ha convertido al final en un asunto de interés práctico, y un problema topográfico que ha despertado la máxima emulación de los montañeros aventureros. El resultado ha sido que se han efectuado no menos de cuatro pasos semejantes. Dos de ellos —el Jungfraujoch y el Eigerjoch— pueden contarse entre los pasos más difíciles en los Alpes.

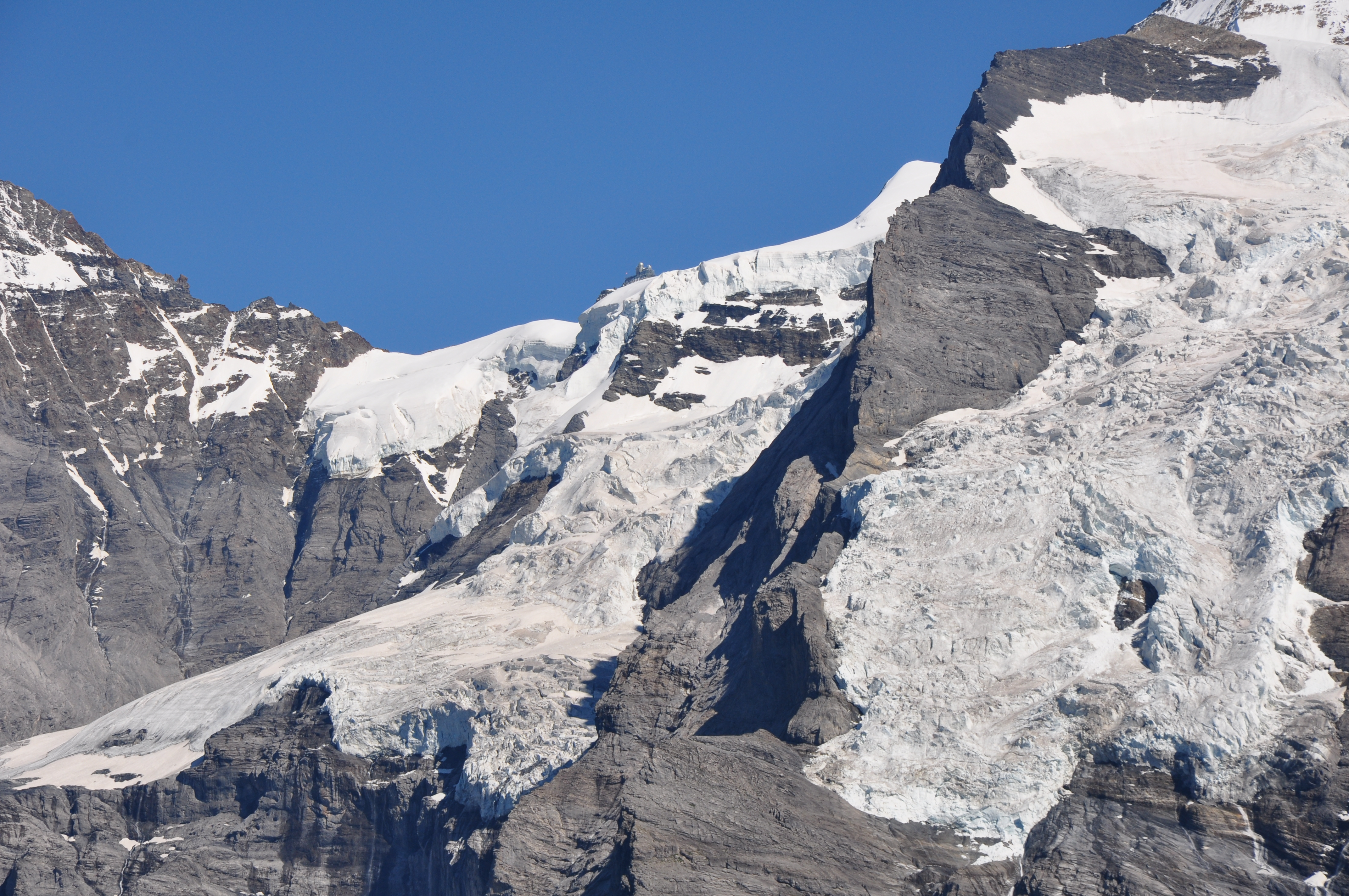
La cara norte del paso.

No parece que la idea de intentar subir el lado septentrional del Jungfraujoch hubiera surgido alguna vez en la mente de nativos o extranjeros, hasta que algunos miembros aventureros del Club Alpino, animados por el éxito de una empresa que igualmente parece sin esperanza - el paso del Eigerjoch — decidieron hacer el intento. Dos partidas separadas, que perseguían el mismo objetivo, se encontraron en Grindelwald en julio de 1862 y decidieron unir sus fuerzas para la subida. Estaba formada por Leslie Stephen, F. J. Hardy, H. B. George, Liveing, Moore, y Morgan, con Christian Almer, Christian y Peter Michel, Ulrich Kauffmann, P. Baumann y C. Bohren, como guías. 
| Parámetros climáticos promedio de Jungfraujoch | Parámetros climáticos promedio de Jungfraujoch | Parámetros climáticos promedio de Jungfraujoch | Parámetros climáticos promedio de Jungfraujoch | Parámetros climáticos promedio de Jungfraujoch | Parámetros climáticos promedio de Jungfraujoch | Parámetros climáticos promedio de Jungfraujoch | Parámetros climáticos promedio de Jungfraujoch | Parámetros climáticos promedio de Jungfraujoch | Parámetros climáticos promedio de Jungfraujoch | Parámetros climáticos promedio de Jungfraujoch | Parámetros climáticos promedio de Jungfraujoch | Parámetros climáticos promedio de Jungfraujoch | Parámetros climáticos promedio de Jungfraujoch |
| Mes                                            | Ene.                                           | Feb.                                           | Mar.                                           | Abr.                                           | May.                                           | Jun.                                           | Jul.                                           | Ago.                                           | Sep.                                           | Oct.                                           | Nov.                                           | Dic.                                           | Anual                                          |
| ---------------------------------------------- | ---------------------------------------------- | ---------------------------------------------- | ---------------------------------------------- | ---------------------------------------------- | ---------------------------------------------- | ---------------------------------------------- | ---------------------------------------------- | ---------------------------------------------- | ---------------------------------------------- | ---------------------------------------------- | ---------------------------------------------- | ---------------------------------------------- | ---------------------------------------------- |
| Temp. máx. media (°C)                          | -10.3                                          | -10.7                                          | -8.8                                           | -7.8                                           | -3.7                                           | -0.8                                           | 1.7                                            | 1.6                                            | 0.2                                            | -2.5                                           | -7.2                                           | -9.2                                           | -4.9                                           |
| Temp. media (°C)                               | -13.6                                          | -14.2                                          | -13.1                                          | -10.8                                          | -6.7                                           | -3.7                                           | -1.2                                           | -1.2                                           | -2.6                                           | -5.2                                           | -10.4                                          | -12.3                                          | -7.9                                           |
| Temp. mín. media (°C)                          | -16.6                                          | -16.8                                          | -15.7                                          | -13.4                                          | -9                                             | -5.9                                           | -3.4                                           | -3.3                                           | -5.1                                           | -7.6                                           | -12.8                                          | -15.3                                          | -10.4                                          |
| Fuente: MeteoSchweiz 8 de mayo de 2009         |                                                |                                                |                                                |                                                |                                                |                                                |                                                |                                                |                                                |                                                |                                                |                                                |                                                |

## Galería

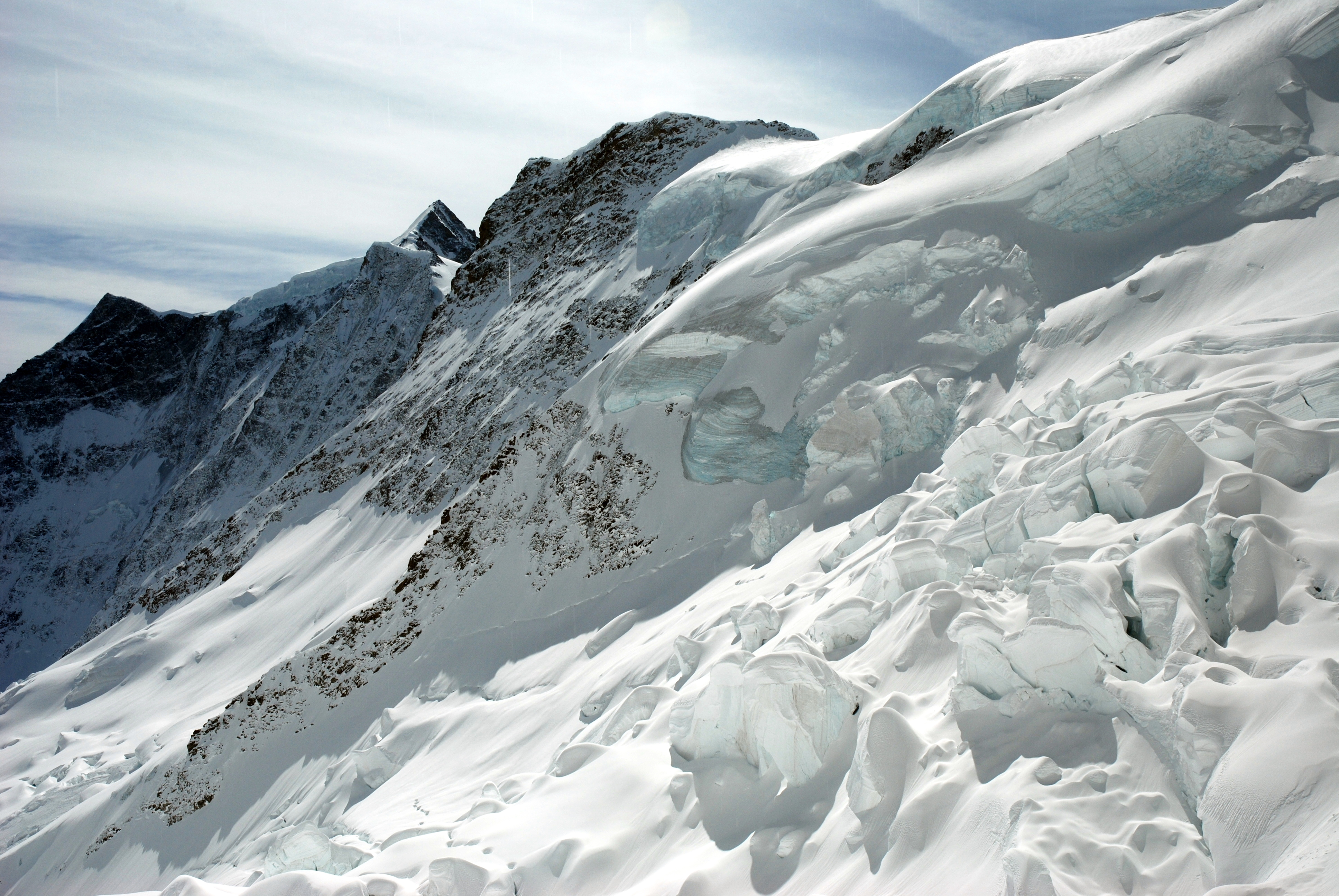
Subida al Junfraujoch
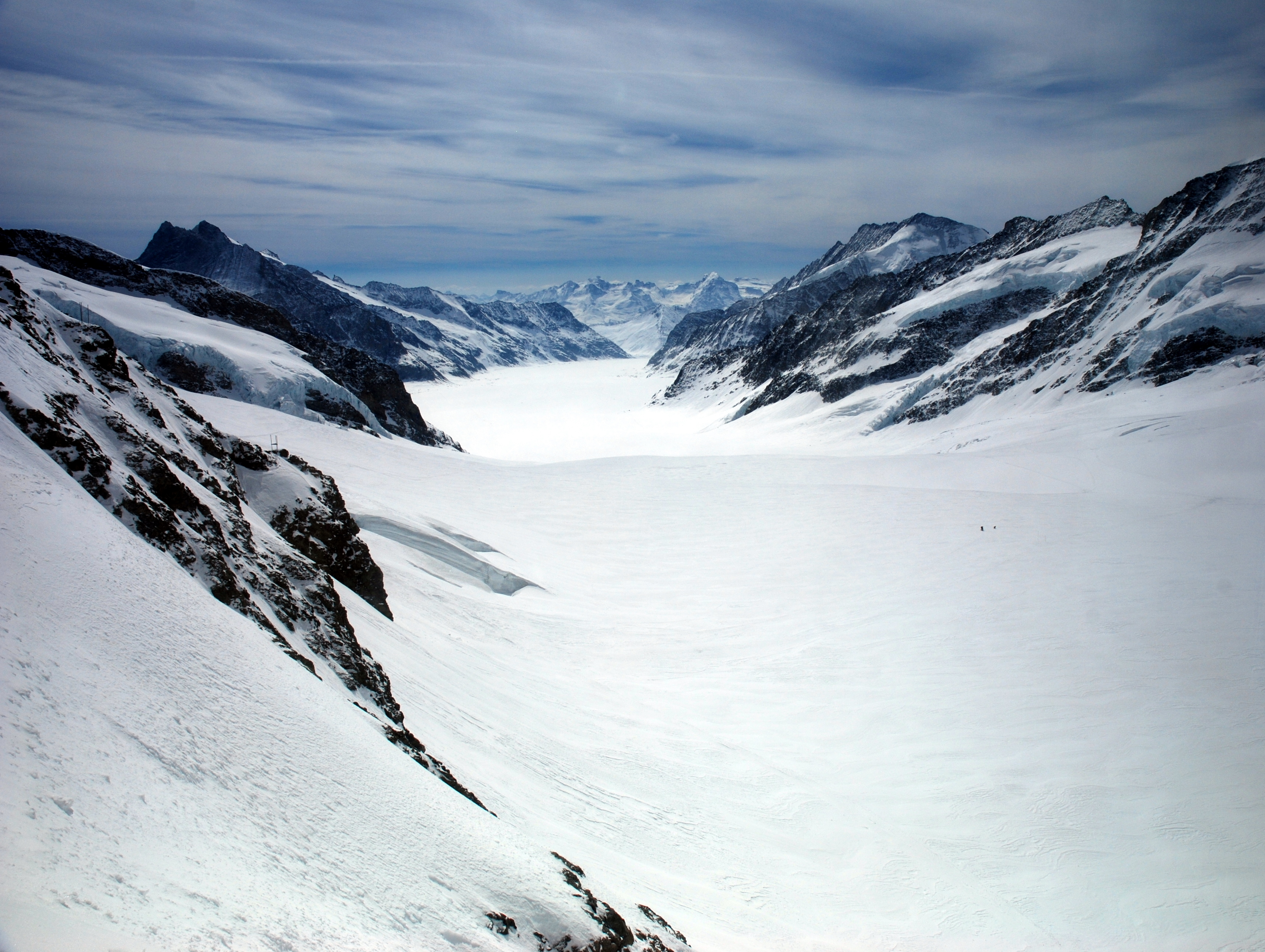
Glaciar Aletsch
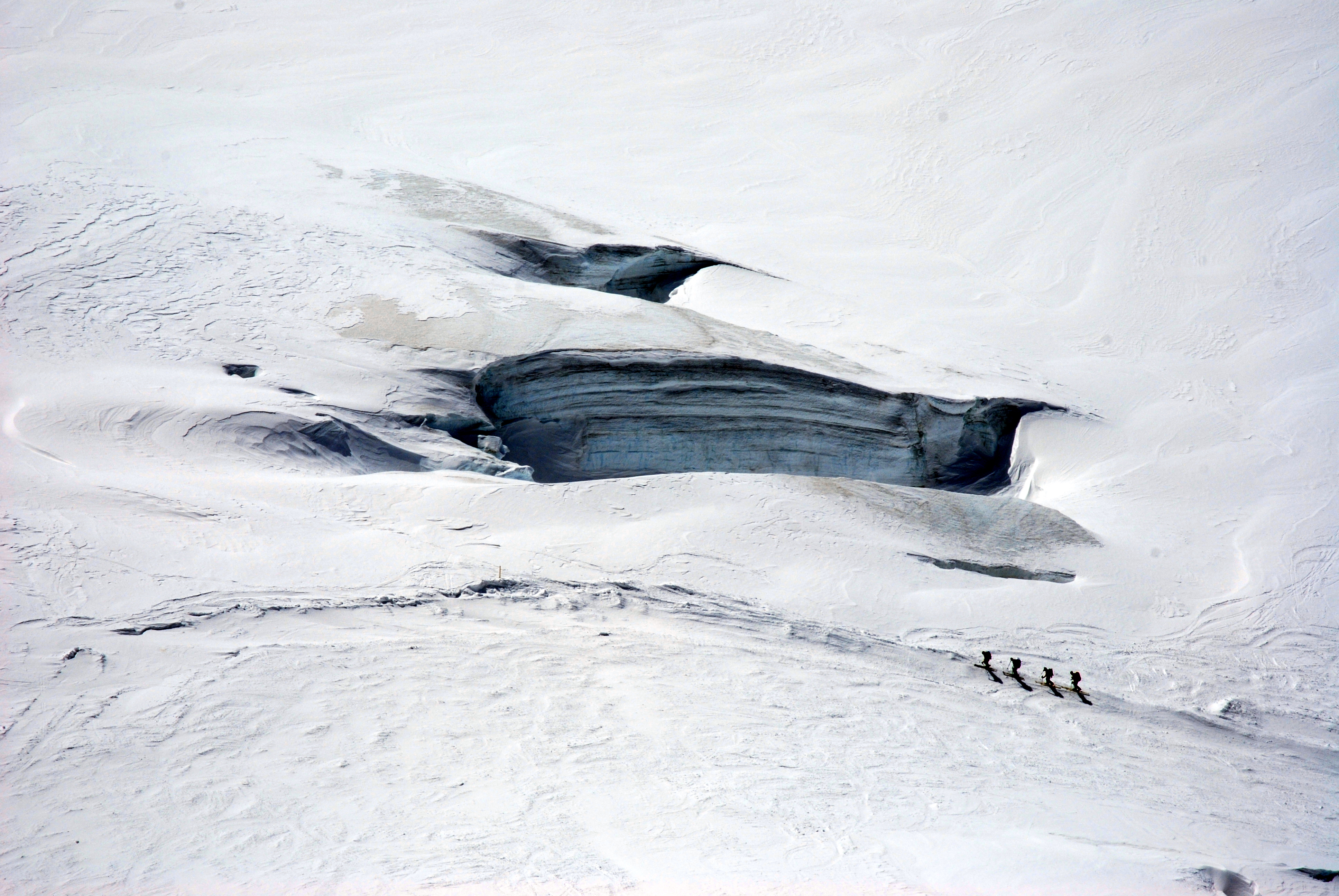
Esquí de travesía en el Glaciar Aletsch
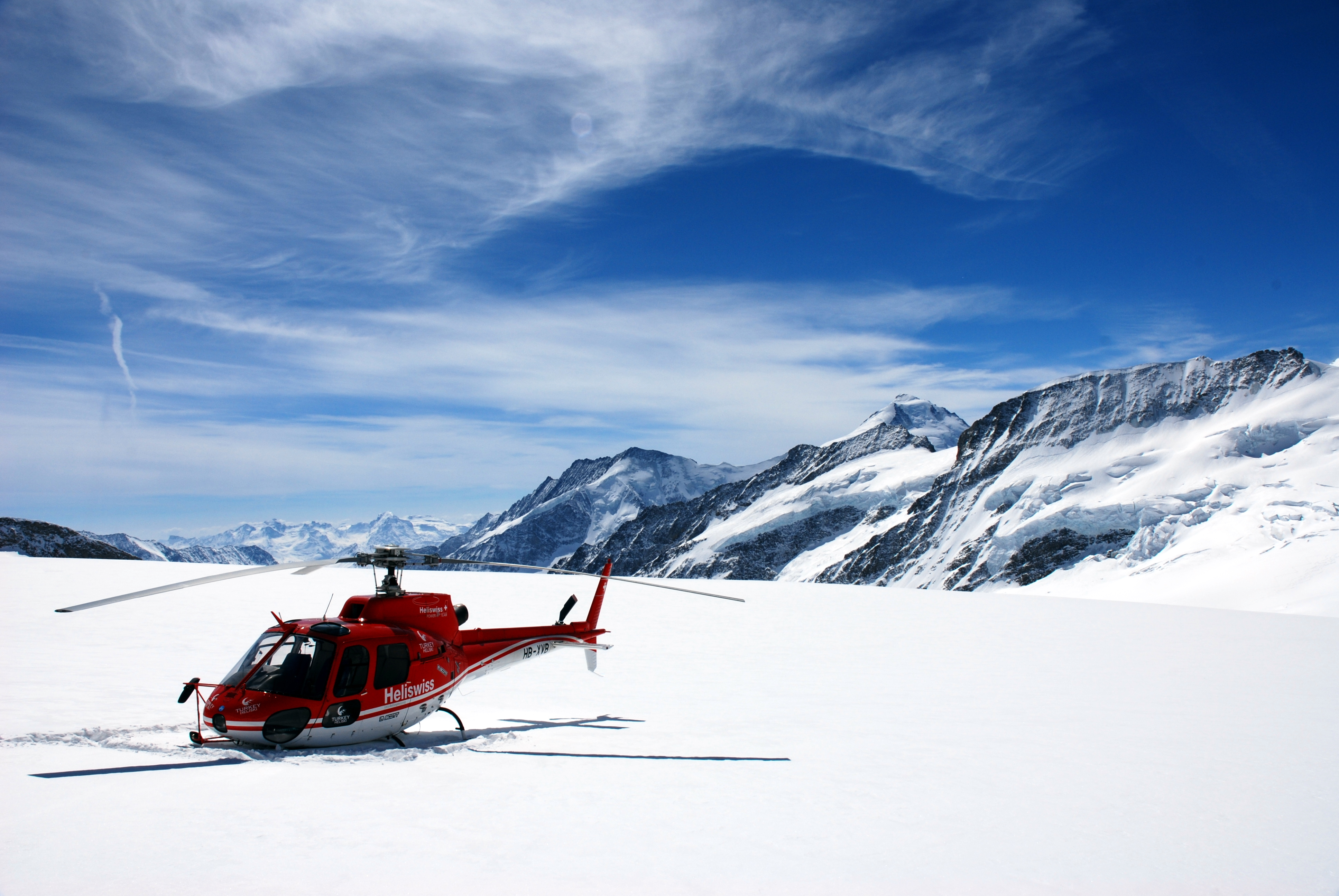
Heliswiss